# برنارد داناند
برنارد داناند (انگلیسی: Bernard Dunand؛ زادهٔ ۲ september ۱۹۳۶ (۸۸ سال)) ورزشکار اهل سوئیس است.
وی در مسابقات کشوری و بین‌المللی در مجموع برندهٔ ۱ مدال نقره شده‌است.